# Seido juku
Seido juku (誠道塾?, Seidō juku) è uno stile di Karate fondato da Kaicho (Grandmaster) Kaicho Tadashi Nakamura nel 1976.

## Storia
La World Seido Karate Organization fu fondata da Kaicho Tadashi Nakamura. Noto e rispettato per la sua abilità nel Karate, Nakamura è cintura nera 9º dan (col titolo:Kaicho), con oltre cinquant'anni di esperienza pratica e di insegnamento nelle arti marziali. Esperto nell'uso delle armi orientali, Nakamura ha fatto conferenze sulle arti marziali e numerose dimostrazioni in molti paesi nel Mondo. Attualmente viaggia ed insegna.

## Filosofia
La parola giapponese seido significa "via della sincerità." (sei: sincerità, verità; do: via, percorso). Proviene da Chuyo che nei libri su (Confucio è il "Percorso Medio", o "La dottrina di mezzo"), che recita.

La Sincerità è la via del cielo.

Insegui questa sincerità

È la via dell'umanità.

La filosofia Seido è incapsulata in tre parole: sonkei (rispetto), ai (amore), e jujun (obbedienza). Questi tre principi sono rappresentati da tre cerchi dentro il ume, logo a germoglio del petto della famiglia Nakamura. Questi tre principi furono suggeriti a Kaicho Nakamura da una lettera di congratulazioni che sua madre gli inviò a seguito del suo matrimonio, che contiene: "Ogni giorno io prego per entrambi. Vi auguro una lunga vita senza rammarichi, rispettandovi l'un l'altra, maturando il vostro amore l'uno per l'altra, e mantenendo sempre sentimenti reciproci di obbedienza.".
Questa filosofia è un'importante parte del Seido; Kaicho Nakamura fondò la Seido Juku Benefit Foundation, una branca caritatevole dell'organizzazione.